# Калоцибе
Кало́цибе (лат. Calócybe от др.-греч. κᾰλὴ κύβη «красивая голова») — род грибов семейства Lyophyllaceae. Включает 13 видов, из которых 8 растут в России.
В обиходе эти грибы принято называть «рядовками», как и грибы рода Трихолома (Tricholoma).

## Описание
В род входят как грибы с относительно крупными и мясистыми плодовыми телами, так и относительно мелкие, ярко окрашенные виды. Приросшие (широко или зубцом) пластинки, белый или розоватый споровый порошок, сильный мучнистый запах; характерной особенностью рода является массовое плодоношение, склонность к образованию «ведьминых колец» и рядов.
Сапрофиты, растут на подстилке, а также на сильно перегнивших древесных останках. Реже их можно обнаружить на почве.

## Виды
- Calocybe alpestris (Britzelm.) Singer, 1962
- Calocybe carnea (Bull.) Donk, 1962
- Calocybe chrysenteron (Bull.) Singer, 1962
- Calocybe constricta (Fr.) Kühner ex Singer, 1962
- Calocybe cyanocephala (Pat.) Pegler, 1983
- Calocybe fallax (Sacc.) Redhead & Singer, 1978
- Calocybe gambosa (Fr.) Donk, 1962 — Рядовка майская, или майский гриб
- Calocybe ionides (Bull.) Donk, 1962
- Calocybe juncicola (R. Heim) Singer, 1962
- Calocybe obscurissima (A. Pearson) M.M. Moser, 1967
- Calocybe onychina (Fr.) Donk, 1962
- Calocybe persicolor (Fr.) Singer, 1962
- Calocybe readii (G. Stev.) E. Horak, 1971